# IK Sparta
IK Sparta är en brottarklubb i Malmö, bildad den 8 januari 1904. IK Sparta är en av Sveriges mest framgångsrika brottningsklubbar genom tiderna och har fostrat flera kända brottare t.ex. OS-guldmedaljörerna Calle Westergren, Frithiof Mårtensson och Gustaf Freij.

## Fotboll
IK Sparta har haft fotbollbollslag. 1914 deltog föreningen i med två lag i Malmöserien Division 1A och Malmöserien Division 2. IK Sparta vann Division 1, före bland annat IFK Malmö. 
1917-1918 deltog föreningen i Skåneserien där Landskrona BoIS, Helsingborgs IF, Malmö FF och IFK Malmö även deltog.